# Niklaus Riggenbach
Niklaus Riggenbach (21. května 1817 Guebwiller – 25. července 1899, Olten) byl švýcarský vynálezce, konstruktér a stavitel první evropské horské ozubnicové železnice na horu Rigi. V Evropě rozšířil myšlenku stavby ozubnicových železnic, jejichž prvotní konstrukční řešení, jako je technické provedení ozubnice, protitlakové brzdy a uspořádání prvních ozubnicových lokomotiv převzal od amerického konstruktéra a stavitele Sylvestra Marshe a jeho železnice na Mount Washington, aby je sám významně zdokonalil. Je vynálezcem Riggenbachovy ozubnice a protitlakové Riggenbachovy brzdy.